# Delfinárium (Varna)
Delfinárium ve Varně je umístěno nedaleko od moře v parku Морска градина (Mořská zahrada). Bylo otevřeno 11. srpna 1984, pojme 1200 diváků. Do bazénu o délce 15 m, šířce 12 m a hloubce 6 m přitéká potrubím voda z Černého moře. V roce 2009 bylo v delfináriu 6 delfínů, tři samice,  dva samci  a mládě. Tři byli přivezeni z Karibiku či břehů Střední Ameriky a další tři se narodili přímo v delfináriu. S nápadem vytvořit delfinárium v Bulharsku u břehů Černého moře poprvé přišel zoolog Nikolaj Bojev.

## Fotogalerie

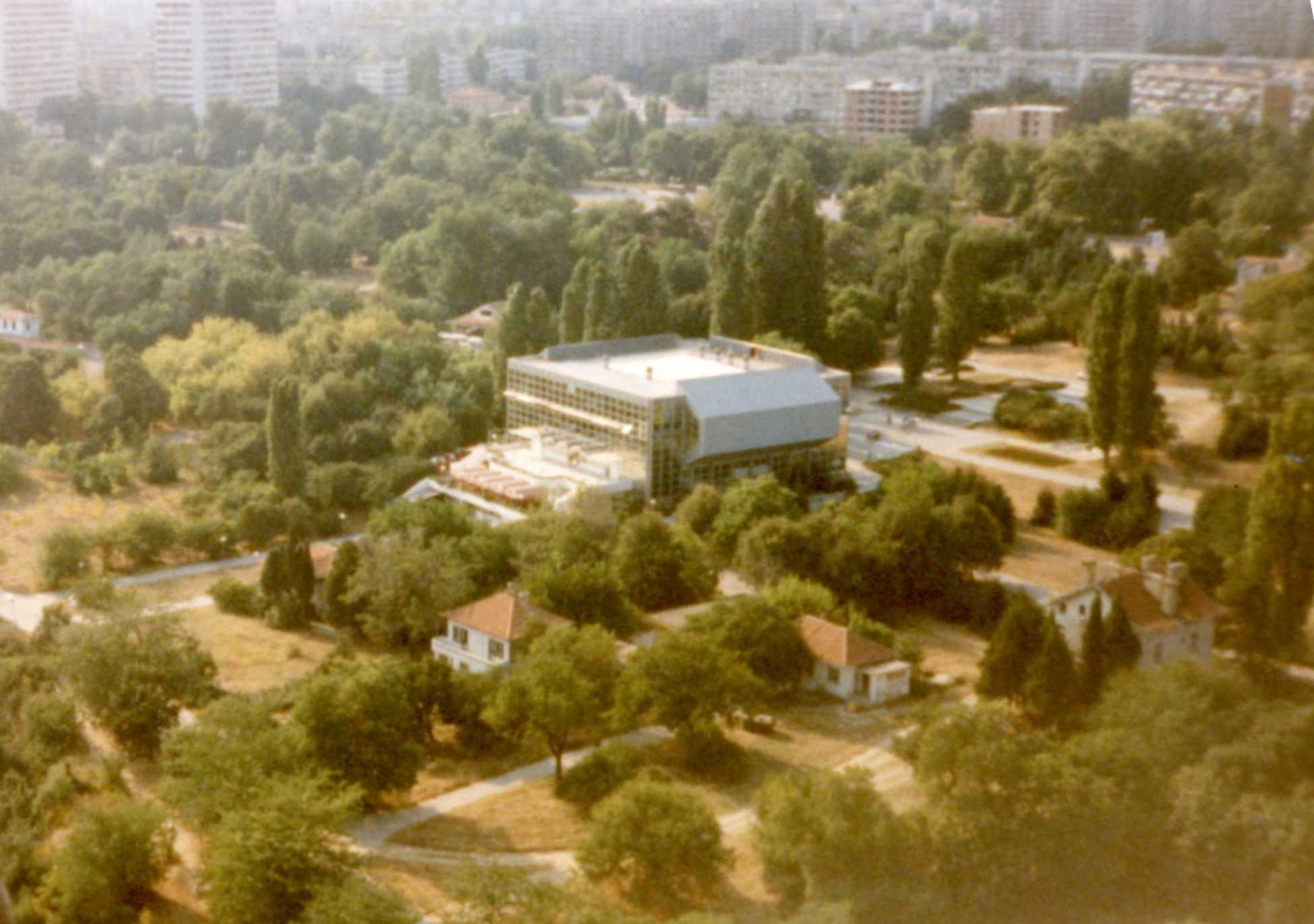
Letecká fotografie, 1998
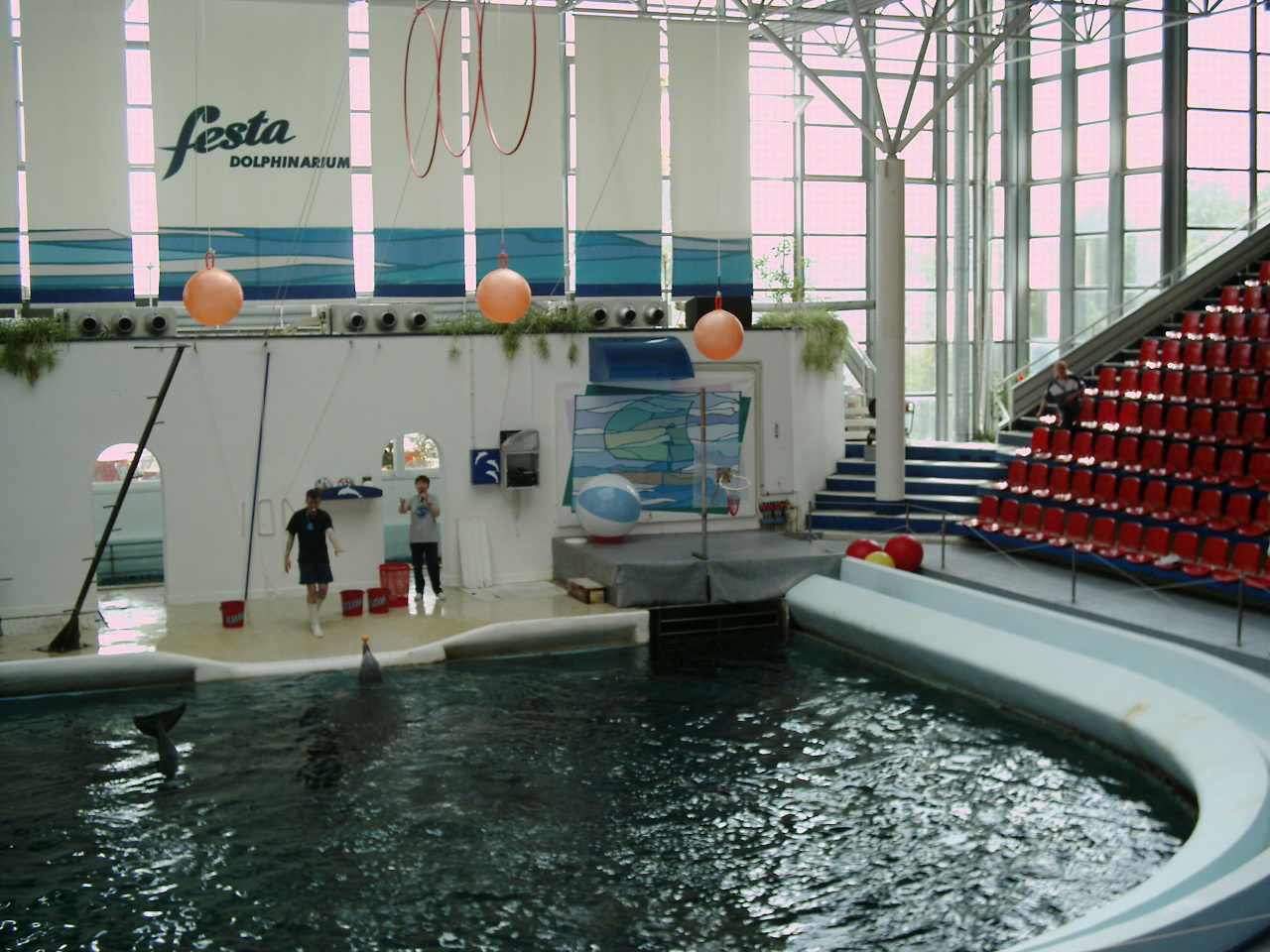
Delfinárium uvnitř
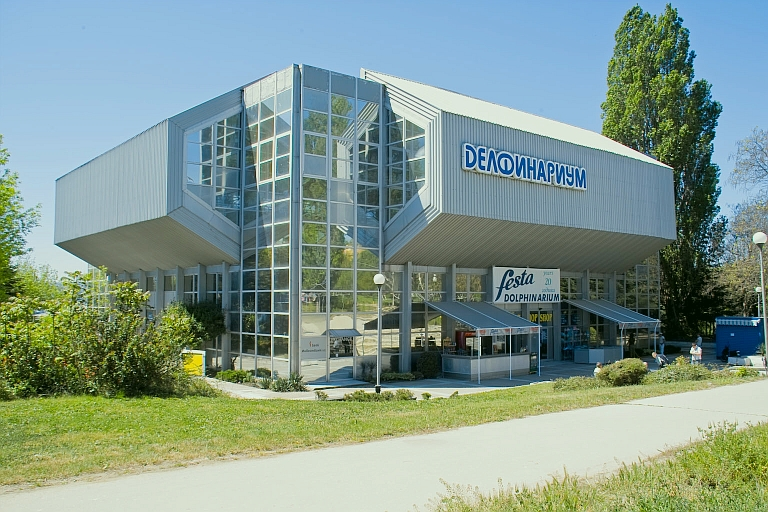